# Samir Aboud
Samir Abdusalem Aboud (Tripoli, 29 settembre 1972) è un ex calciatore libico, di ruolo portiere.

## Carriera

### Club
Ha sempre giocato nel campionato libico.

### Nazionale
Ha vestito la maglia della Nazionale libica tra il 2001 e il 2012.

## Palmarès

### Club

#### Competizioni nazionali
- Campionato libico: 9

Al-Ittihad: 1991, 2002, 2003, 2005, 2006, 2007, 2008, 2009, 2010
- Coppa di Libia: 6

Al-Ittihad: 1992, 1999, 2004, 2005, 2007, 2009
- Supercoppa di Libia: 10

Al-Ittihad: 1999, 2002, 2003, 2004, 2005, 2006, 2007, 2008, 2009, 2010